# Patrick van Dijken
Patrick van Dijken (8 maart 1971) is een voormalig Nederlands wielrenner gespecialiseerd in de tijdrit.

## Belangrijkste overwinningen
1992
- 2e etappe + eindklassement OZ Wielerweekend
- 4e etappe Teleflex Tour

1996
- 1e etappe Ster van Brabant

## Overige belangrijke resultaten
1992
- Nederlands kampioenschap tijdrijden

1995
- Nederlands kampioenschap tijdrijden